# Oxygène: New Master Recording
Albums de Jean-Michel Jarre
Téo et Téa
(2007) Essentials & Rarities
(2011)
Oxygène: New Master Recording est un album studio de Jean-Michel Jarre sorti en 2007 qui contient une nouvelle version d'Oxygène, enregistrée et produite aussi fidèlement que possible à l'original, pour fêter les 30 ans de l'album Oxygène. Pour compléter et accompagner la nouvelle version studio, un film, intitulé Live in Your Living Room et dans lequel les morceaux d'Oxygène ont été joués en direct dans les mêmes conditions qu'un concert, a été produit. Il existe 3 éditions : CD (avec accès opendisc), CD+DVD et CD+DVD 3D contenant le film en relief.

## Historique
Trente ans après la sortie de l'album à succès Oxygène, Jean-Michel Jarre décide de le ré-enregistrer le plus fidèlement possible en haute définition avec les instruments de l’époque. Pour mener à bien cette tâche il est accompagné en studio par Francis Rimbert. En complément de cette nouvelle version, une vidéo est enregistrée dans les studios Alfacam près de Lint en Belgique, où Jean-Michel Jarre se retrouve en scène avec ses collaborateurs Francis Rimbert, Claude Samard et Dominique Perrier. Cette interprétation d’Oxygène, intitulée Live in Your Living Room, est filmée dans les conditions du direct. Elle diffère notablement de l'album studio de par son caractère live et contient des « variations » inédites qui s’intercalent entre les parties originales pour 20 minutes de musique supplémentaires.

## Liste des titres

### CDNew Master Recording
1. Oxygène Part 1 – 7:39
2. Oxygène Part 2 – 7:54
3. Oxygène Part 3 – 3:06
4. Oxygène Part 4 – 4:13
5. Oxygène Part 5 – 10:11
6. Oxygène Part 6 – 7:05

### DVDLive in Your Living Room
N.B. : inclus avec l'édition limitée de l'album
1. Prelude (inédit)
2. Oxygène Part 1
3. Oxygène Part 2
4. Oxygène Part 3
5. Variation Part 1 (inédit)
6. Oxygène Part 4
7. Variation Part 2 (inédit)
8. Oxygène Part 5
9. Variation Part 3 (inédit)
10. Oxygène Part 6

- Bonus : making-of et présentation des instruments

### DVDLive in Your Living Room(version 3D)
N.B. : inclus avec l'édition limitée de l'album avec deux paires de lunettes stéréoscopiques
1. Prelude (inédit)
2. Oxygène Part 1
3. Oxygène Part 2
4. Oxygène Part 3
5. Variation Part 1
6. Oxygène Part 4
7. Variation Part 2
8. Oxygène Part 5
9. Variation Part 3
10. Oxygène Part 6

- Bonus : making-of, présentation des instruments et galerie 3D